# Osiedle łanowe

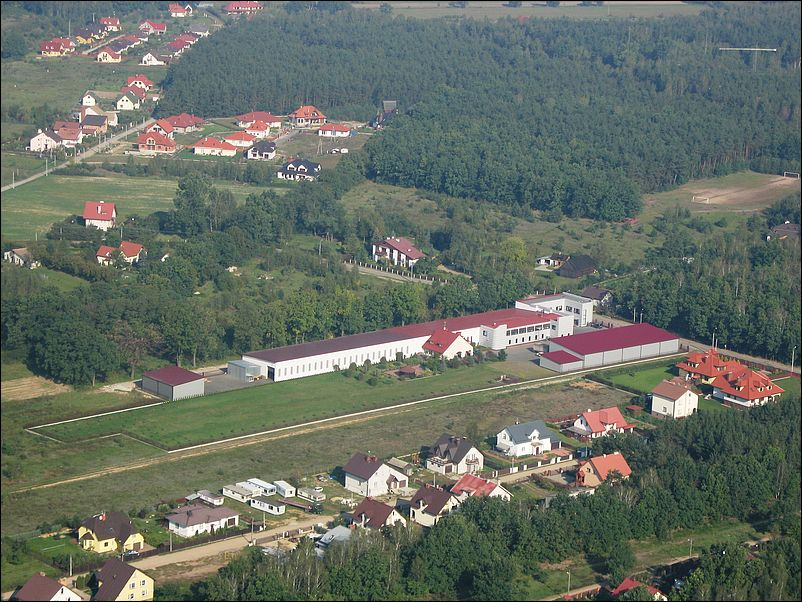
Dąbrowa Chotomowska. Osiedle łanowe na pierwszym planie

Osiedle łanowe (także: osiedle niwowe, urbanistyka łanowa) – odosobnione osiedle mieszkaniowe na miejskich i podmiejskich terenach otwartych, którego wielkość i kształt wynika z odrolnionych działek rolnych nabytych przez inwestorów (deweloperów).
Osiedla łanowe budowane są na odrolnionej działce, stanowiącej wcześniej pole uprawne lub łąkę. Jest to najczęściej mocno wydłużony wąski prostokąt przylegający krótszym bokiem do drogi. Projektując takie, wadliwe osiedle, pomija się uwarunkowania przestrzenne w tym z sąsiednimi osiedlami.
Według części urbanistów osiedla typu łanowego deformują przestrzeń i krajobraz, zmuszają wcześniejszych mieszkańców do zmiany przyzwyczajeń komunikacyjnych i wyszukiwania nowych ścieżek dojścia do określonych celów. Ich kształt uniemożliwia wykreślenie racjonalnej sieci drogowej: cały ruch koncentruje się na jednej, prostej ulicy. Odludne lokalizacje śródpolne powodują wykluczenie komunikacyjne i konieczność długodystansowego dojeżdżania do pracy pojazdami indywidualnymi, co generuje korki przy wjazdach do miast. Jako wadę wskazuje się też małą efektywność infrastrukturalną takiej zabudowy (wysokie koszty doprowadzenia mediów, dróg, chodników, oświetlenia do każdego z domów). Pomiędzy poszczególnymi zabudowaniami wewnątrz osiedla nie ma miejsca na tworzenie skwerów czy terenów wspólnych. Przestrzeń publiczna ma w związku z tym niską jakość.
Osiedla łanowe w wielu przypadkach bywają równocześnie osiedlami zamkniętymi (ogrodzonymi).